# Polacy na mistrzostwach Europy w łyżwiarstwie szybkim
Mistrzostwa Europy w łyżwiarstwie szybkim rozgrywane są wyłącznie w wieloboju. Mistrzostwa mężczyzn rozgrywane są od 1891 z przerwami w latach 1915-1921 oraz 1940-1946, a mistrzostwa kobiet dopiero od 1970 z przerwą w latach 1975-1980. Do 1989 mistrzostwa były rozgrywane oddzielnie.
- -- oznacza, że zawodów nie rozgrywano
- NS oznacza, że Polacy nie startowali
- NC oznacza, że zawodnik nie został sklasyfikowany
- DQ oznacza, że zawodnik został zdyskwalifikowany

## 1922-1939
| rok  | miasto     | wielobój mężczyzn                                                |
| ---- | ---------- | ---------------------------------------------------------------- |
| 1922 | Helsinki   | NS                                                               |
| 1923 | Hamar      | NS                                                               |
| 1924 | Kristiania | NS                                                               |
| 1925 | St. Moritz | Wacław Kuchar – 7                                                |
| 1926 | Chamonix   | NS                                                               |
| 1927 | Sztokholm  | NS                                                               |
| 1928 | Oslo       | NS                                                               |
| 1929 | Davos      | NS                                                               |
| 1930 | Trondheim  | NS                                                               |
| 1931 | Sztokholm  | NS                                                               |
| 1932 | Davos      | Janusz Kalbarczyk – 9                                            |
| 1933 | Viipuri    | NS                                                               |
| 1934 | Hamar      | NS                                                               |
| 1935 | Helsinki   | NS                                                               |
| 1936 | Oslo       | NS                                                               |
| 1937 | Davos      | Janusz Kalbarczyk – 9 Tadeusz Lisiecki – 17                      |
| 1938 | Oslo       | Janusz Kalbarczyk – 13                                           |
| 1939 | Ryga       | Janusz Kalbarczyk – 9 Tadeusz Lisiecki – 24 Wacław Kowalski – 25 |

## 1947-1959
| rok  | miasto     | wielobój mężczyzn                                                    |
| ---- | ---------- | -------------------------------------------------------------------- |
| 1947 | Sztokholm  | Janusz Kalbarczyk – 20 Czesław Rytter – 24 Wacław Kowalski – 27      |
| 1948 | Hamar      | NS                                                                   |
| 1949 | Davos      | NS                                                                   |
| 1950 | Helsinki   | NS                                                                   |
| 1951 | Oslo       | NS                                                                   |
| 1952 | Östersund  | NS                                                                   |
| 1953 | Hamar      | NS                                                                   |
| 1954 | Davos      | NS                                                                   |
| 1955 | Falun      | NS                                                                   |
| 1956 | Helsinki   | Antoni Skrzypnik – NC                                                |
| 1957 | Oslo       | Stanisław Magierowski – 28 Antoni Skrzypnik – 31 Stanisław Kuch – 32 |
| 1958 | Eskilstuna | NS                                                                   |
| 1959 | Göteborg   | NS                                                                   |

## 1960-1969
| rok  | miasto   | wielobój mężczyzn                              |
| ---- | -------- | ---------------------------------------------- |
| 1960 | Oslo     | NS                                             |
| 1961 | Helsinki | NS                                             |
| 1962 | Oslo     | NS                                             |
| 1963 | Göteborg | NS                                             |
| 1964 | Oslo     | NS                                             |
| 1965 | Göteborg | NS                                             |
| 1966 | Deventer | NS                                             |
| 1967 | Lahti    | Józef Iskrzycki – 28 Stanisław Kuch – 29       |
| 1968 | Oslo     | Henryk Szandala – 23 Stanisław Kłotkowski – 26 |
| 1969 | Inzell   | Henryk Szandala – 30 Stanisław Kłotkowski – 31 |

## 1970-1980
| rok  | miasto     | wielobój mężczyzn                              | miasto     | wielobój kobiet                                                 |
| ---- | ---------- | ---------------------------------------------- | ---------- | --------------------------------------------------------------- |
| 1970 | Innsbruck  | Józef Iskrzycki – 22 Stanisław Kłotkowski – 26 | Heerenveen | Wanda Król – 14 Romana Troicka – 16                             |
| 1971 | Heerenveen | Józef Iskrzycki – 20 Stanisław Kłotkowski – 34 | Leningrad  | Romana Troicka – 20 Helena Pilejczyk – 22                       |
| 1972 | Davos      | Grzegorz Wysocki – 22 Józef Iskrzycki – 23     | Inzell     | Romana Troicka – 22 Wanda Król – 23                             |
| 1973 | Grenoble   | Andrzej Zawadzki – 14 Jerzy Liebchen – 22      | Brandbu    | Erwina Ryś – 15 Wanda Król – 20                                 |
| 1974 | Eskilstuna | Andrzej Zawadzki – 18 Krzysztof Ferens – 22    | Medeo      | Erwina Ryś – 15 Ewa Malewicka – 16 Stanisława Pietruszczak – 17 |
| 1975 | Heerenveen | Jan Miętus – 17 Andrzej Zawadzki – 23          | --         | --                                                              |
| 1976 | Oslo       | Andrzej Zawadzki – 21 Krzysztof Ferens – 24    | --         | --                                                              |
| 1977 | Larvik     | Andrzej Zawadzki – 28                          | --         | --                                                              |
| 1978 | Oslo       | Andrzej Zawadzki – 24                          | --         | --                                                              |
| 1979 | Deventer   | Andrzej Zawadzki – 23                          | --         | --                                                              |
| 1980 | Trondheim  | Piotr Krysiak – 20                             | --         | --                                                              |

## 1981-1990
| rok  | miasto     | wielobój mężczyzn                       | miasto     | wielobój kobiet                                                   |
| ---- | ---------- | --------------------------------------- | ---------- | ----------------------------------------------------------------- |
| 1981 | Deventer   | Włodzimierz Waś – 26 Piotr Krysiak – 27 | Heerenveen | Erwina Ryś-Ferens – 8 Ewa Białkowska – 13                         |
| 1982 | Oslo       | NS                                      | Heerenveen | NS                                                                |
| 1983 | Haga       | Piotr Krysiak – 23                      | Heerenveen | Erwina Ryś-Ferens – 10                                            |
| 1984 | Larvik     | Piotr Krysiak – 19 Roman Derks – 26     | Medeo      | Erwina Ryś-Ferens – 6 Lilianna Morawiec – 17                      |
| 1985 | Eskilstuna | Dawid Urbański – 23 Roman Derks – 24    | Groningen  | Erwina Ryś-Ferens – 8 Lilianna Morawiec – 16 Zofia Tokarczyk – 19 |
| 1986 | Oslo       | Dawid Urbański – 27                     | Geithus    | Erwina Ryś-Ferens – 6 Lilianna Morawiec – 20 Lidia Olcoń – 21     |
| 1987 | Trondheim  | NS                                      | Groningen  | Lidia Olcoń – 19 Małgorzata Tomporowska – 23 Iwona Iwanaszko – 26 |
| 1988 | Haga       | Piotr Krysiak – 19                      | Kongsberg  | Erwina Ryś-Ferens – 5                                             |
| 1989 | Göteborg   | Jaromir Radke – 16                      | Berlin     | Erwina Ryś-Ferens – 17 Ewa Borkowska – 25                         |
| 1990 | Heerenveen | Jaromir Radke – 14                      | Heerenveen | Ewa Borkowska – 19 Agata Zdrojek – 23                             |

## 1991-2000
| rok  | miasto     | wielobój mężczyzn                                           | wielobój kobiet                                                     |
| ---- | ---------- | ----------------------------------------------------------- | ------------------------------------------------------------------- |
| 1991 | Sarajewo   | Jaromir Radke – 14 Mariusz Maślanka – 21                    | Ewa Borkowska – 17 Aneta Rękas – 20                                 |
| 1992 | Heerenveen | Jaromir Radke – 15 Artur Szafrański – 29                    | Ewa Borkowska-Wasilewska – 13 Zofia Tokarczyk – 18 Aneta Rękas – 23 |
| 1993 | Heerenveen | Artur Szafrański – 9 Jaromir Radke – 11                     | Ewa Borkowska-Wasilewska – 10                                       |
| 1994 | Hamar      | Jaromir Radke – 8 Paweł Zygmunt – 15 Artur Szafrański – 21  | Ewa Borkowska-Wasilewska – 13                                       |
| 1995 | Heerenveen | Jaromir Radke – 11 Artur Szafrański – 17 Paweł Zygmunt – 18 | NS                                                                  |
| 1996 | Heerenveen | Paweł Zygmunt – 9 Jaromir Radke – 17 Jacek Napora – 22      | Ewa Borkowska-Wasilewska – 17                                       |
| 1997 | Heerenveen | Paweł Zygmunt – 17 Jaromir Radke – 25 Paweł Jaroszek – NC   | Agnieszka Magiera – 15                                              |
| 1998 | Helsinki   | Jacek Napora – 18 Jaromir Radke – 20                        | NS                                                                  |
| 1999 | Heerenveen | Paweł Zygmunt – 17 Jaromir Radke – NC                       | Katarzyna Wójcicka – 19                                             |
| 2000 | Hamar      | Paweł Zygmunt – 13 Jaromir Radke – 23                       | Katarzyna Wójcicka – 15                                             |

## 2001-2010
| rok  | miasto          | wielobój mężczyzn                                               | wielobój kobiet                                                            |
| ---- | --------------- | --------------------------------------------------------------- | -------------------------------------------------------------------------- |
| 2001 | Baselga di Piné | Paweł Zygmunt – 16 Jaromir Radke – 28                           | Joanna Gąsienica – 18 Katarzyna Wójcicka – 20                              |
| 2002 | Erfurt          | Paweł Zygmunt – 9                                               | Katarzyna Wójcicka – 16 Monika Cłapa – 23                                  |
| 2003 | Heerenveen      | Paweł Zygmunt – 10 Witold Mazur – 23                            | NS                                                                         |
| 2004 | Heerenveen      | Paweł Zygmunt – 13 Witold Mazur – 28                            | Katarzyna Wójcicka – 20                                                    |
| 2005 | Heerenveen      | Paweł Zygmunt – 13 Konrad Niedźwiedzki – 22                     | Katarzyna Wójcicka – 12                                                    |
| 2006 | Hamar           | Paweł Zygmunt – 10 Konrad Niedźwiedzki – 14                     | Katarzyna Wójcicka – 10 Luiza Złotkowska – 23                              |
| 2007 | Collalbo        | Konrad Niedźwiedzki – 13 Sławomir Chmura – 21 Witold Mazur – 24 | Katarzyna Wójcicka – 11 Luiza Złotkowska – 17                              |
| 2008 | Kołomna         | Konrad Niedźwiedzki – 13 Sławomir Chmura – 27                   | Katarzyna Wójcicka – 8 Natalia Czerwonka – 17                              |
| 2009 | Heerenveen      | Konrad Niedźwiedzki – 9 Sławomir Chmura – 21                    | Katarzyna Wójcicka – 8 Luiza Złotkowska – 16                               |
| 2010 | Hamar           | Konrad Niedźwiedzki – 9 Zbigniew Bródka – 16                    | Katarzyna Bachleda-Curuś – 11 Luiza Złotkowska – 14 Katarzyna Woźniak – 15 |

## 2011-2020
| rok  | miasto    | wielobój mężczyzn                                                | wielobój kobiet                                                    |
| ---- | --------- | ---------------------------------------------------------------- | ------------------------------------------------------------------ |
| 2011 | Collalbo  | Konrad Niedźwiedzki – 9 Zbigniew Bródka – 13 Roland Cieślak – 18 | Luiza Złotkowska – 9 Karolina Ksyt – 16 Natalia Czerwonka – 17     |
| 2012 | Budapeszt | Jan Szymański – 11 Konrad Niedźwiedzki – 12 Zbigniew Bródka – 13 | Natalia Czerwonka – 7 Katarzyna Woźniak – 11 Luiza Złotkowska – 17 |